# PIGF
PIGF (англ. Phosphatidylinositol glycan anchor biosynthesis class F) – білок, який кодується однойменним геном, розташованим у людей на короткому плечі 2-ї хромосоми.  Довжина поліпептидного ланцюга білка становить 219 амінокислот, а молекулярна маса — 24 890.
| 10         |  | 20         |  | 30         |  | 40         |  | 50         |
| ---------- |  | ---------- |  | ---------- |  | ---------- |  | ---------- |
| MKDNDIKRLL |  | YTHLLCIFSI |  | ILSVFIPSLF |  | LENFSILETH |  | LTWLCICSGF |
| VTAVNLVLYL |  | VVKPNTSSKR |  | SSLSHKVTGF |  | LKCCIYFLMS |  | CFSFHVIFVL |
| YGAPLIELAL |  | ETFLFAVILS |  | TFTTVPCLCL |  | LGPNLKAWLR |  | VFSRNGVTSI |
| WENSLQITTI |  | SSFVGAWLGA |  | LPIPLDWERP |  | WQVWPISCTL |  | GATFGYVAGL |
| VISPLWIYWN |  | RKQLTYKNN  |  |            |  |            |  |            |

A: Аланін

C: Цистеїн

D: Аспарагінова кислота

E: Глутамінова кислота

F: Фенілаланін

G: Гліцин

H: Гістидин

I: Ізолейцин

K: Лізин

L: Лейцин

M: Метіонін

N: Аспарагін

P: Пролін

Q: Глутамін

R: Аргінін

S: Серин

T: Треонін

V: Валін

W: Триптофан

Задіяний у такому біологічному процесі як альтернативний сплайсинг. 
Локалізований у мембрані, ендоплазматичному ретикулумі.